# Roberto Fico

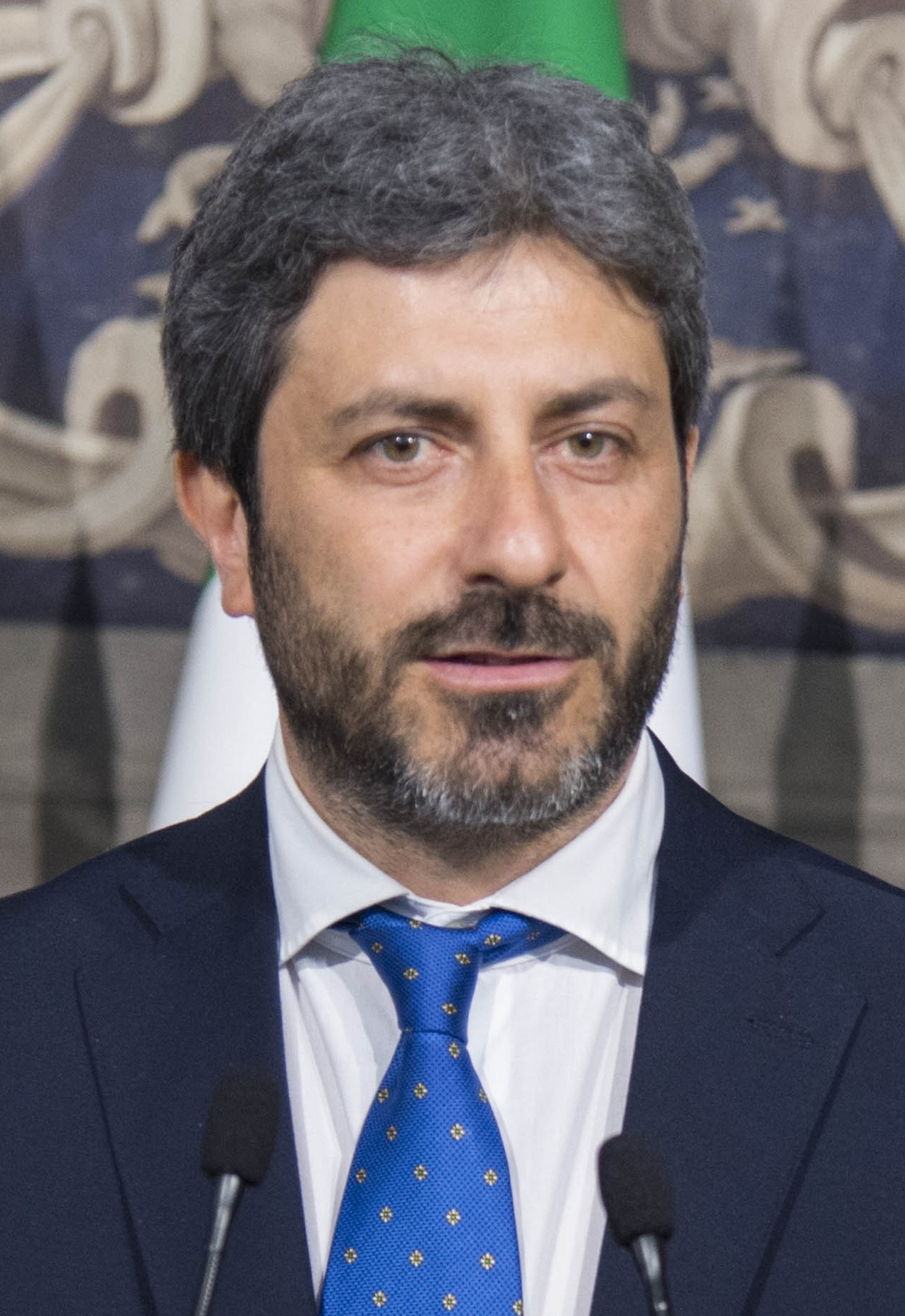
Roberto Fico (2018)

Roberto Fico (* 10. Oktober 1974 in Neapel) ist ein italienischer Politiker des Movimento 5 Stelle. Von März 2018 bis Oktober 2022 war er Präsident der Abgeordnetenkammer des italienischen Parlaments.

## Leben und Karriere
Fico studierte bis 2001 Kommunikationswissenschaft und Musikgeschichte an der Universität Triest mit einem Erasmus-Aufenthalt an der Universität Helsinki. Das Studium schloss er mit einer Arbeit über die „soziale und linguistische Identität der neapolitanischen neomelodischen Musik“ und mit Auszeichnung ab. Anschließend arbeitete er in der Kommunikationsbranche, bei Pressestellen, in einem Callcenter, als Hotelmanager, im Büro eines Reiseveranstalters und bei einer Importfirma für marokkanische Textilien.
Fico gründete 2005 in Neapel die Gruppierung Amici di Beppe Grillo („Freunde von Beppe Grillo“), eine Vorläuferin der 2009 gegründeten Partei Movimento 5 Stelle („Fünf-Sterne-Bewegung“) des Kabarettisten Beppe Grillo. Fico wird deshalb zu den „Grillini der ersten Stunde“ gezählt. Innerhalb der Partei gilt er als Vertreter des linken Flügels. Zur Regionalwahl in Kampanien 2010 trat Fico als Spitzenkandidat der Fünf-Sterne-Bewegung an und erhielt 1,3 % der Stimmen. Bei der Bürgermeisterwahl in Neapel im Folgejahr bekam er 1,4 %.
Bis zur italienischen Parlamentswahl im März 2013 nahmen die 5 Stelle jedoch stark an Popularität zu und Fico wurde als Abgeordneter der Region Kampanien in die Camera dei deputati gewählt. Als Vertreter der größten Oppositionsfraktion übernahm er den Vorsitz im parlamentarischen Ausschuss für die Aufsicht über den öffentlich-rechtlichen Rundfunk (Rai). Im Dezember 2016 wählte ihn die Fraktion der 5 Stelle zum stellvertretenden Vorsitzenden. Bei der Parlamentswahl im März 2018 gewann Fico das Direktmandat im Wahlkreis Neapel 19 (Fuorigrotta) mit 57 % der Stimmen. Anschließend wurde er am 24. März 2018 mit 422 der 630 Stimmen zum Präsidenten der Camera dei deputati gewählt.